# Clematis fruticosa
Clematis fruticosa är en ranunkelväxtart som beskrevs av Porphir Kiril Nicolai Stepanowitsch Turczaninow. Clematis fruticosa ingår i släktet klematisar, och familjen ranunkelväxter.

## Underarter
Arten delas in i följande underarter:
- C. f. canescens
- C. f. lobata